# Leyland Line
«Leyland Shipping Line» или «Leyland Line» — судоходная компания, которая была основана в 1873 году британским судовладельцем и коллекционером искусств из Ливерпуля Фредерик Ричардс Лейлэнд (1832 — 4 января 1892).

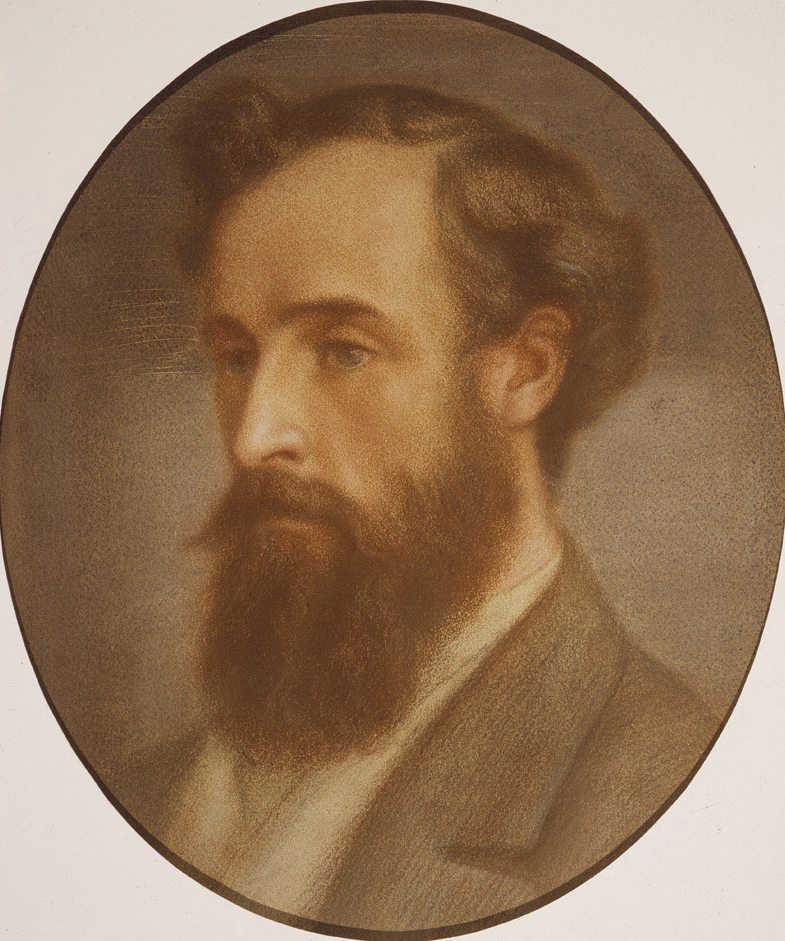
«Портрет Фредерика Лейлэнда, 1879 год» — художник Данте Габриэль Россетти.

## История

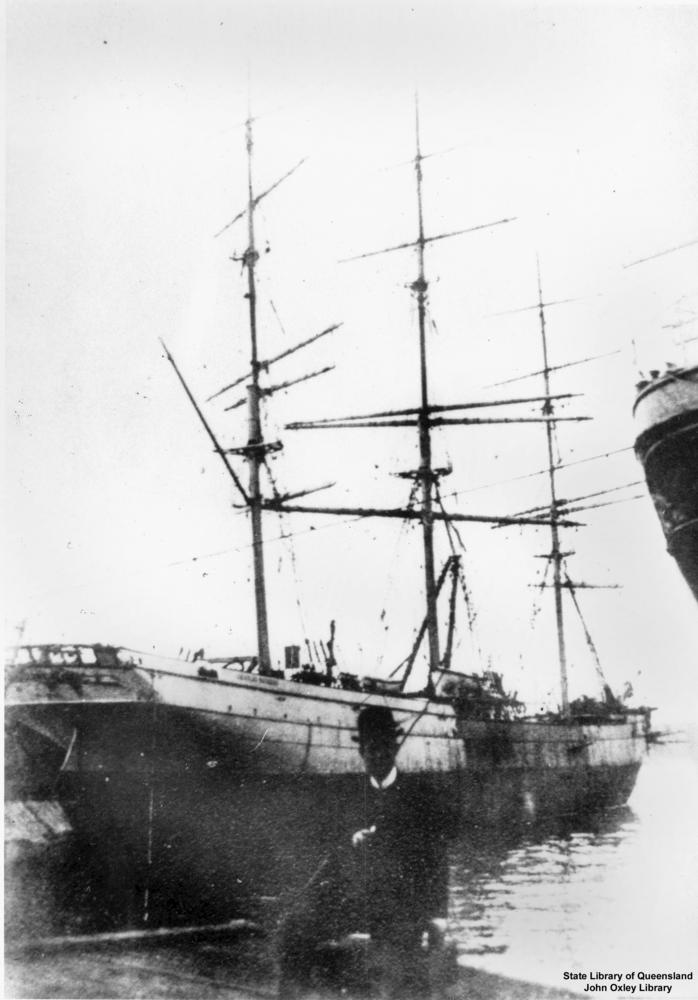
Пароход «Danube» (1856) был оснащён паровым двигателем и имел парусное вооружение, был построен для «Bibby Line» в 1856 году и продан в «Leyland Line» в 1873 году, а в 1874 году опять продан.

### «Leyland Shipping Line» («Leyland Line»)
1872 год. Товарищество «John Bibby, Sons & Co.», состоящее из компаньонов (партнёров) в числе которых был Фредерик Ричардс Лейлэнд, распалось.
В 1873 году Фредерик Ричардс Лейлэнд выкупил компанию у её предпринимателей и изменил название компании на название с его собственным именем.
Компания расширялась и стала трансатлантической торговой компанией.
В 1882 году в компании было 25 пароходов.
В 1888 году Лейлэнд отошел от активного бизнеса, оставив своего сына Фредерика Доусона Лейлэнда (англ. Frederick Dawson Leyland) главным над судоходной линией.
4 января 1892 года Фредерик Ричардс Лейлэнд упал и умер на железнодорожной станции Блэкфрайарс, оставив свою компанию без руководителя.
Когда Фредерик Ричардс Лейлэнд умер, в январе 1892 года, он был он был одним из крупнейших судовладельцев в Великобритании.

### «Frederick Leyland and Co.» (1892)
Джон Ривз Эллерман (англ. John Reeves Ellerman) (1862 —), Кристофер Фернэсс (англ. Christopher Furness) и Генри О’Хэйген (англ. Henry O’Hagen) сформировали компанию, чтобы купить флот у исполнителей «Leyland Line». Эллерман был назначен управляющим директором. Так в 1892 году Джон Эллерман сделал свой первый шаг в судоходстве возглавив консорциум, который приобрёл «Leyland Line» покойного Фредерика Ричардса Лейлэнда.
В 1892 году «Frederick Leyland and Co.» была зарегистрирована владельцами пароходов фирмы с одноименным названием для обретения бизнеса.
В 1893 году председателем становится Эллерман в возрасте 31 год.

### «Wilsons and Furness-Leyland Line»
В 1896 году «Leyland» в сотрудничестве с «Furness, Withy & Co.» приступили к обслуживанию пассажирской линии из Ливерпуля в Нью-Йорк и канадские порты. В 1896 году компании столкнулись с «Wilson Line» и в результате договорённости о совместной работе общая компания получила название «Wilson, Furness & Leyland Line». Сотрудничество было ограничено исключительно в рамках услуг.Так 4 сентября 1896 год была зарегистрирована компания «Wilsons and Furness-Leyland Line», чтобы взять на себя бизнес направления Лондон-Нью-Йорк компании «Thomas Wilson, Sons and Co.» из Гулля, бизнес направления Лондон-Бостон компании «Frederick Leyland and Co.» из Ливерпуля, и «Furness, Withy and Co.» из Лондона с пароходами и арендованной собственностью.
В 1899 году «Leyland» взяла на себя пароходство «West India & Pacific Steamship Co. Ltd.» и открыла регулярные рейсы в Вест-Индию (Карибский бассейн).
1901/2 «Wilsons and Furness-Leyland Line» со своим сервисом в направлении Лондон-Нью-Йорк была продана «International Mercantile Marine Company» 1901-1902 годах.

### «Frederick Leyland and Co., Limited» (1900)
В 1900 году компания приобрела «West Indies and Pacific Co.». «Frederick Leyland and Co. Ltd.» зарегистрирована 28 мая 1900 год и взяла на себя бизнес «Frederick Leyland and Company» 1892 года.
В 1901 году Эллерман продал большую часть «Leyland & Co.» американскому финансовому магнату Джону Пирпонту Моргану за 1,2 миллиона $. Говорили, что Морган заплатил на 50 % больше реальной стоимости. Морган немедленно, согласно своим планам, ввёл компанию в состав своей трастовой компании «International Mercantile Marine Company» по перевозке пассажиров из Лондона, Ливерпуля в Бостон, Нью-Йорк, Нью-Орлеан, Вест-Индию, Мексику и Центральную Америку.
Эллерман сохранил 20 судов, которые не были вовлечены в торговлю с США (то есть те, которые работали в направлениях Средиземноморье, Португалия, Монреаль и Антверпен). Линии Ливерпуль-Лиссабон и Oporto, Ливерпуль-Средиземноморье, Антверпен-Портленд (Штат Мэн в США), ранее принадлежавшие «Leyland Line», были переведены в «Ellerman Line» в Ливерпуле. В том же 1901 году для обеспечения организации по управлению оставшимися судами Эллерман лично купил базировавшуюся в Лондоне (базирувшуюся в Ливерпуле?) компанию греческого судовладельца «Papayanni Co.» («Papayanni City and Hall Lines»).
В июне 1901 года «London, Liverpool and Ocean Shipping Co. Ltd.» была создана как материнская компания для пересмотра структуры с Эллерманом, держащим 52 % акций. В сентябре было объявлено, что материнская компания купила 50 % акций «George Smith’s City Line», а через месяц 50 % «Hall Line Ltd.» из Ливерпуля и «Westcott and Laurence» из Лондона. Эллерман лично купил баланс акций двух компаний. В конце года, состоялась масштабная реструктуризация группы со всеми вкладами Эллермана проданными родителям за дополнительные акции.

### «Ellerman Lines Ltd.»
В 1902 году название новой компании было изменено на «Ellerman Lines Ltd.».

## Пароходы, которыеФредерик Ричардс Лейлэндвыкупил в 1873 году у компании«John Bibby, Sons & Co.»
Почему-то эти пароходы числились в «John Bibby, Sons & Co.» пассажирскими судами, а в «Leyland Shipping Line» — грузовыми судами.
| Год  | Имя судна     | Тоннаж   | Верфь                                 | Статус / Доля                                                 |
| 1856 | Danube (II)   | 1386 BRT | Smith & Rodgers Ltd.., Миддлтон       | 1873 купили у «John Bibby, Sons & Co.», а в 1974 году продан. |
| 1856 | Rhone (II)    | 1387 BRT | Smith & Rodgers Ltd., Миддлтон        | 1873 купили у «John Bibby, Sons & Co.»                        |
| 1857 | Crimean       | 1475 BRT | Smith & Rodgers Ltd., Миддлтон        | 1873 купили «John Bibby, Sons & Co.»                          |
| 1859 | Cairo         | 1465 BRT | T. D. Marshall & Co. Ltd., Саут-Шилдс | 1873 купили у «John Bibby, Sons & Co.»                        |
| 1859 | Venetian      | 1507 BRT | E. J. Harland & Co. Ltd., Белфаст     | 1873 купили у «John Bibby, Sons & Co.»                        |
| 1860 | Sicilian      | 1492 BRT | E. J. Harland & Co. Ltd., Белфаст     | 1873 купили у «John Bibby, Sons & Co.»                        |
| 1861 | Egyptian      | 1989 BRT | Harland & Wolff Ltd., Белфаст         | 1873 купили у «John Bibby, Sons & Co.»                        |
| 1862 | Arabian       | 2066 BRT | Harland & Wolff Ltd., Белфаст         | 1873 купили у «John Bibby, Sons & Co.»                        |
| 1863 | Persian       | 2137 BRT | Harland & Wolff Ltd., Белфаст         | 1873 купили у «John Bibby, Sons & Co.»                        |
| 1862 | Castilian     | 635 BRT  | Harland & Wolff Ltd., Белфаст         | 1873 купили у «John Bibby, Sons & Co.»                        |
| 1864 | Douro (II)    | 556 BRT  | Harland & Wolff Ltd., Белфаст         | 1873 купили у «John Bibby, Sons & Co.»                        |
| 1867 | Iberian       | 2890 BRT | Harland & Wolff Ltd., Белфаст         | 1873 купили у «John Bibby, Sons & Co.»                        |
| 1867 | Illyrian      | 2890 BRT | Harland & Wolff Ltd., Белфаст         | 1873 купили у «John Bibby, Sons & Co.»                        |
| 1867 | Istrian       | 2930 BRT | Harland & Wolff Ltd., Белфаст         | 1873 купили у «John Bibby, Sons & Co.»                        |
| 1869 | Bavarian      | 3111 BRT | Harland & Wolff Ltd., Белфаст         | 1873 купили у «John Bibby, Sons & Co.»                        |
| 1870 | Bohemian      | 3113 BRT | Harland & Wolff Ltd., Белфаст         | 1873 купили у «John Bibby, Sons & Co.»                        |
| 1870 | Bulgarian     | 3112 BRT | Harland & Wolff Ltd., Белфаст         | 1873 купили у «John Bibby, Sons & Co.»                        |
| 1870 | Albanian (II) | 1417 BRT | T. B. Royden & Sons Ltd., Ливерпуль   | 1873 купили у «John Bibby, Sons & Co.»                        |